# ヨエニス・テレス
ヨエニス・テレス（Yoenis Tellez、2000年6月11日 - ）は、キューバのプロボクサー。サンティアーゴ・デ・クーバ州サンティアーゴ・デ・クーバ出身。現WBA世界スーパーウェルター級暫定王者。

## 来歴

### アマチュア時代
8歳でボクシングを始め、2017年と2018年の全国ユース選手権で優勝した。アマチュア時代の戦績は102勝7敗。

### プロ時代
2020年6月25日、ロシア・クラスノゴルスクのベガス・シティ・ホールでプロデビュー戦を行い、2回50秒TKO勝ち。
2024年10月19日、フロリダ州オーランドのカリビ・ロイヤル・オーランドにてバフラム・ムルタザリエフ対ティム・チューの前座でWBA世界スーパーウェルター級10位のヨハン・ゴンサレスと対戦し、7回1分57秒TKO勝ちを収めた。
2025年3月1日、ニューヨーク市ブルックリン区のバークレイズ・センターにてジャーボンテイ・デービス対ラモン・ローチ・ジュニアの前座でWBA世界スーパーウェルター級10位のジュリアン・ウィリアムズとWBA世界スーパーウェルター級暫定王座決定戦を行い、12回3-0（117-111、118-110、119-109）の判定勝ちを収め王座獲得に成功した。

## 戦績
- プロボクシング：10戦 10勝 (7KO) 無敗

| 戦           | 日付           | 勝敗 | 時間     | 内容    | 対戦相手                   | 国籍           | 備考                                                   |
| ------------ | -------------- | ---- | -------- | ------- | -------------------------- | -------------- | ------------------------------------------------------ |
| 1            | 2020年6月25日  | ☆    | 2R 0:50  | TKO     | ニキータ・ボリセンコフ     | ロシア         | プロデビュー戦                                         |
| 2            | 2020年10月31日 | ☆    | 3R 0:27  | TKO     | アンドレイ・トマシュチュク | ロシア         |                                                        |
| 3            | 2022年11月5日  | ☆    | 3R 0:27  | TKO     | ダリオ・ゲレーロ＝メネゼス | アメリカ合衆国 |                                                        |
| 4            | 2023年2月25日  | ☆    | 3R 0:38  | TKO     | アルベルト・デルガド       | アメリカ合衆国 |                                                        |
| 5            | 2023年5月12日  | ☆    | 6R       | 判定3-0 | キャメロン・クラエル       | アメリカ合衆国 |                                                        |
| 6            | 2023年7月29日  | ☆    | 3R 2:02  | TKO     | セルヒオ・ガルシア         | スペイン       |                                                        |
| 7            | 2023年12月15日 | ☆    | 10R 1:21 | KO      | リバン・ナバロ             | キューバ       |                                                        |
| 8            | 2024年4月26日  | ☆    | 10R      | 判定3-0 | ジョセフ・ジャクソン       | アメリカ合衆国 |                                                        |
| 9            | 2024年10月19日 | ☆    | 7R 1:57  | TKO     | ヨハン・ゴンサレス         | ベネズエラ     |                                                        |
| 10           | 2025年3月1日   | ☆    | 12R      | 判定3-0 | ジュリアン・ウィリアムズ   | アメリカ合衆国 | WBA世界スーパーウェルター級暫定王座決定戦              |
| 11           | 2025年8月23日  | -    | -        | -       | アッバス・バラオウ         | ドイツ         | WBA暫定・世界スーパーウェルター級タイトルマッチ 試合前 |
| テンプレート |                |      |          |         |                            |                |                                                        |

## 獲得タイトル
- WBA世界スーパーウェルター級暫定王座（防衛0）